# Nicolaas Muller
Nicolaas Muller (Utrecht, 8 oktober 1879 - Amsterdam, 16 februari 1965) was een Nederlands jurist.
Nicolaas (Nico) Muller was als jurist zeer geïnteresseerd in mens en maatschappij, en bracht dit ook tot uiting in zijn werk. Tijdens zijn lange en verdienstelijke carrière in de rechterlijke macht koos Muller van meet af aan als een van de weinigen welbewust en ongeacht zijn promotiekansen de strafrechtelijke zijde en bleef daar ook.
Hij wordt wel de pionier van de moderne reclassering genoemd, die een heldere en pragmatische instelling verkoos boven de dogmatiek van de strafrechtstheorie. Voor hem is berechting niet los te denken van reclassering, en hulp onlosmakelijk verbonden met straf. Met deze kijk lonkt voor hem de praktijkgerichte kant van het strafrecht, die hij dan ook als reclasseerder, rechter en schrijver zal beoefenen. Hij beperkte zich niet in woord en geschrift te pleiten voor de gespecialiseerde strafrechter, maar toonde op overtuigende wijze in de praktijk de grote betekenis ervan aan.
Zijn invloed op de strafrechtspleging is groot, en zijn gedachte leeft voort in het juridisch tijdschrift Proces, door hem opgericht als 'Maandblad'. Nico Muller overleed op 16 februari 1965.